# Achim Szepanski
Achim Szepanski (nacido en 1957 en Karlsruhe - 22 de septiembre de 2024) fue un músico, activista y escritor alemán conocido por ser fundador de los sellos Mille Plateaux y Force Inc, entre otros.

## Biografía
Después de graduarse de la escuela secundaria, Szepanski estudió sociología y educación empresarial en Fráncfort del Meno.  A principios de la década de 1980 fue brevemente miembro de la banda noise PD, originaria de Mainz.
En 1991 fundó el sello de techno Force Inc. Music Works (FIM). La filosofía del sello estuvo influenciada en gran medida por la agrupación techno estadounidense Underground Resistance, quien siempre vio su trabajo como una declaración contra la industria musical dominada por los grandes sellos y también señaló las injusticias sociales con sus lanzamientos.  Desde el principio, Szepanski posicionó a FIM como un contrapunto intelectual, socialmente crítico y políticamente motivado a la escena techno, supuestamente hedonista, desde dentro de la misma. En esta veta el sello lanzó SuEcide Pt.2 (FIM 029, 1992) de Alec Empire,que incluía la canción Hetzjagd (Auf Nazis!) ("Ataque (¡contra los nazis!)") o la recopilación Destroy Deutschland! (FIM 034, 1993), ambas declaraciones contra los disturbios racistas que resurgieron a principios de los años 90 en ciudades como Mölln, Rostock o Hoyerswerda.
En entrevistas, Szepanski se refería a menudo a las teorías posestructuralistas y, en particular, a la obra Mille Plateaux (Mil mesetas) del filósofo Gilles Deleuze y el psicoanalista Félix Guattari. El sello Mille Plateaux, fundado también por Szepanski en 1994, tomó su nombre y concepto directamente de su idea de rizoma. Esto sirvió como metáfora de un modelo posmoderno o posestructuralista de organización del conocimiento y descripción del mundo.
Después del suicidio de Deleuze en 1995, Szepanski lanzó el álbum recopilatorio In Memoriam Gilles Deleuze con contribuciones de, entre otros Zoviet France, Alec Empire, Cristian Vogel, Christophe Charles, Atom Heart, Gas, Chris & Cosey, Jörg Burger, Steel, Jim O'Rourke, Oval, Mouse on Mars, Ian Pooley, Bleed, Scanner, DJ Spooky, entre otros. Según el crítico inglés Simon Reynolds, los mejores temas de la compilación «extienden la tradición de la música electro-acústica y concreta, aunque utilizando samplers y otras formas de tecnología digital en lugar de los métodos anticuados y complejos de cintas empalmadas usados por los compositores avant-garde clásicos».
Szepanski fue responsable, entre otras cosas, de la concepción de series recopilatorias como Rauschen, Modulation & Transformation, Clicks + Cuts y Digital Disco .  Especialmente con la serie Clicks + Cuts publicada en Mille Plateaux a partir del año 2000, Szepanski fue considerado uno de los fundadores del género Clicks & Cuts, aunque el propio Szepanski veía a Clicks & Cuts como un concepto y no como a un género. FIM y Mille Plateaux dieron lugar a muchos otros subsellos como Communism Records (1992), Riot Beats (1993), Position Chrome (1996), Force Tracks (1998) y Ritornell (1998).
Después de que la distribuidora EFA se declarara en quiebra en 2004, Force Inc. también tuvo que cesar sus operaciones debido a la pérdida de ingresos.
A partir de la década de 1990 publicó sus primeros ensayos sobre la teoría de la máquina, la psicología y la sociedad, Adorno, Foucault, Deleuze y Guattari, así como teoría de la música electrónica .  En 2003, junto con Marcus S. Kleiner, publicó el libro Soundcultures, en el que se discutían aspectos centrales de la música electrónica y digital.  La primera novela de Szepanski, Saal 6, se publicó en 2011. Desde entonces, Szepanski ha trabajado más intensamente en el campo de la teoría y publicó la obra en dos volúmenes Capitalization en 2014 y Der Non Marxismus en 2016 a través de Laika Verlag. En 2018 se publicó una introducción a la economía en el siglo XXI, Century, en el que examinó especialmente el capital financiero. Después de la cumbre del G-20 en Hamburgo, Szepanski publicó una colección de ensayos sobre el tema de los disturbios, en los que por primera vez se tradujo al alemán el prólogo de Joshua Clover. Su siguiente trabajo fueron tres ensayos conectados sobre el imperialismo, la fascistización estatal y el capital. También fue responsable de la revista de Internet NON.
En 2018 volvió a dirigir los sellos Force Inc. y Mille Plateaux. En 2020 publicó la antología Ultrablack of Music y en 2022 su primer libro en inglés, Financial Capital in the 21th Century.

## Fallecimiento
El 24 de septiembre de 2024 su traductor al inglés dio a conocer la noticia de su fallecimiento a través de la red social X, de la que se hicieron eco distintos medios.El sitio suizo Le temps señaló: «con él desaparece una gran parte del panorama de la música electrónica y experimental». T-online lo describió como a un «visionario pionero del techno [cuyos] sellos tuvieron una profunda influencia en la escena de la música electrónica de los 90». La revista Mixmag también se refirió a él como un «pionero», a la vez que compiló los tributos en redes sociales de músicos como Mouse on Mars, Hardfloor, Robin Rimbaud (Scanner) y críticos como Phillip Sherburne.